# Мюллер-Йон, Герман
Герман Мюллер-Йон (нем. Hermann Müller-John; 4 августа 1894, Хельмштедт — 8 мая 1945 год, Австрия) — немецкий музыкант, генеральный музыкальный директор музыкального корпуса Лейбштандарта СС «Адольф Гитлер» и обермузикмейстер Лейбштандарта.

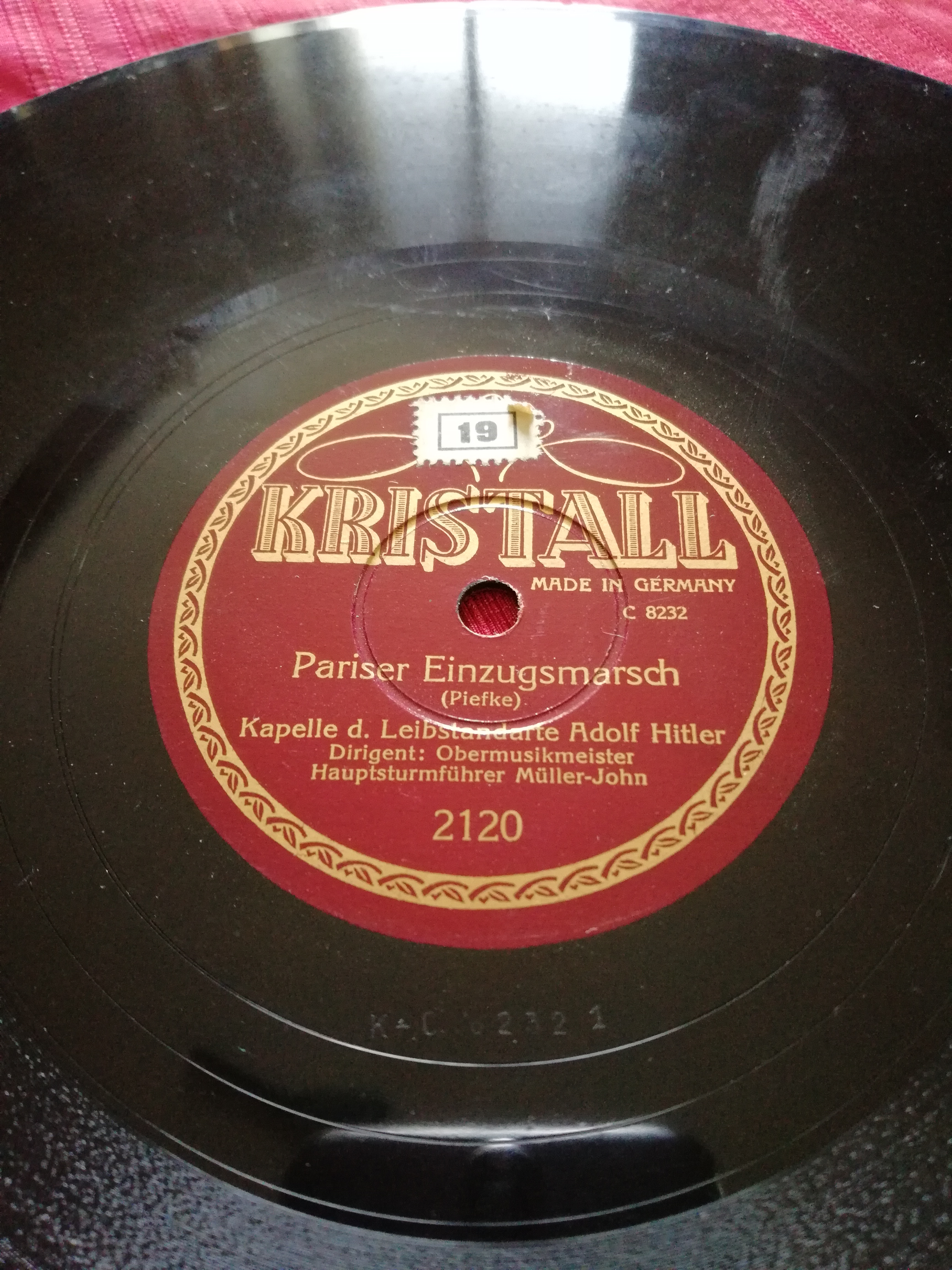
Пластинка «Марш вступления в Париж», музыкальная капелла Лейбштандарта «Адольф Гитлер» / Дирижёр: обермузикмейстер гауптштурмфюрер Мюллер-Йон

Мюллер-Йон вступил в НСДАП в 1931 году (членский билет 452 295), а 21 июля 1933 г. вступил в СС (№ 207.148). При вступлении ему было присвоено звание гауптштурмфюрера СС.
4 августа 1933 года назначен музыкальным руководителем музыкального корпуса Лейбштандарта СС «Адольф Гитлер», а 15 ноября 1935 года он стал рейхссенатором по культуре и членом президиума Имперской палаты музыки. 22 июля 1936 года ему было присвоено звание обермузикмейстера Лейбштандарта, и одновременно он был назначен 1-м музыкальным инспектором войск СС .
В 1939 году он вместе со своим оркестром в составе войск СС участвовал в военных преступлениях в Польше, в ходе которых были бессудно расстреляны гражданских евреев из числа жителей Польши. За это он был арестован и должен был предстать перед военным трибуналом, но по приказу Адольфа Гитлера был освобожден без суда.
30 января 1943 г. ему было присвоено звание штурмбаннфюрера СС в войсках СС. Вместе со своим оркестром записал множество нацистских пропагандистских песен и маршей.
В конце войны он скрывался в горах на ферме в Тироле. Узнав о приближении американцев, он застрелил свою жену и дочь, однако его собственный выстрел оказался не смертельным, и его добил обнаруживший его американец. Вся семья была первоначально похоронена на кладбище в Зёлле, по другим данным на городском кладбище в Иттере или Хопфгартене. Позже Мюллер-Йон был перезахоронен на военном кладбище Инсбрук-Амрас, участок Х.